# George Bähr
George Bähr, nemški arhitekt, * 15. marec 1666, Fürstenwalde, † 16. marec 1738, Dresden.